# Església dels Sants Metges (l'Espunyola)

Els Sants Metges és una església al nord del nucli de l'Espunyola (el Berguedà) i s'hi accedeix des de la carretera C-26 (de Solsona a Berga). Al km. 137,5 (42° 03′ 14″ N, 1° 45′ 46″ E / 42.053793°N,1.762842°E) una pista ben senyalitzada "Camí de Sants Metges" hi mena en poc més de 400 metres.

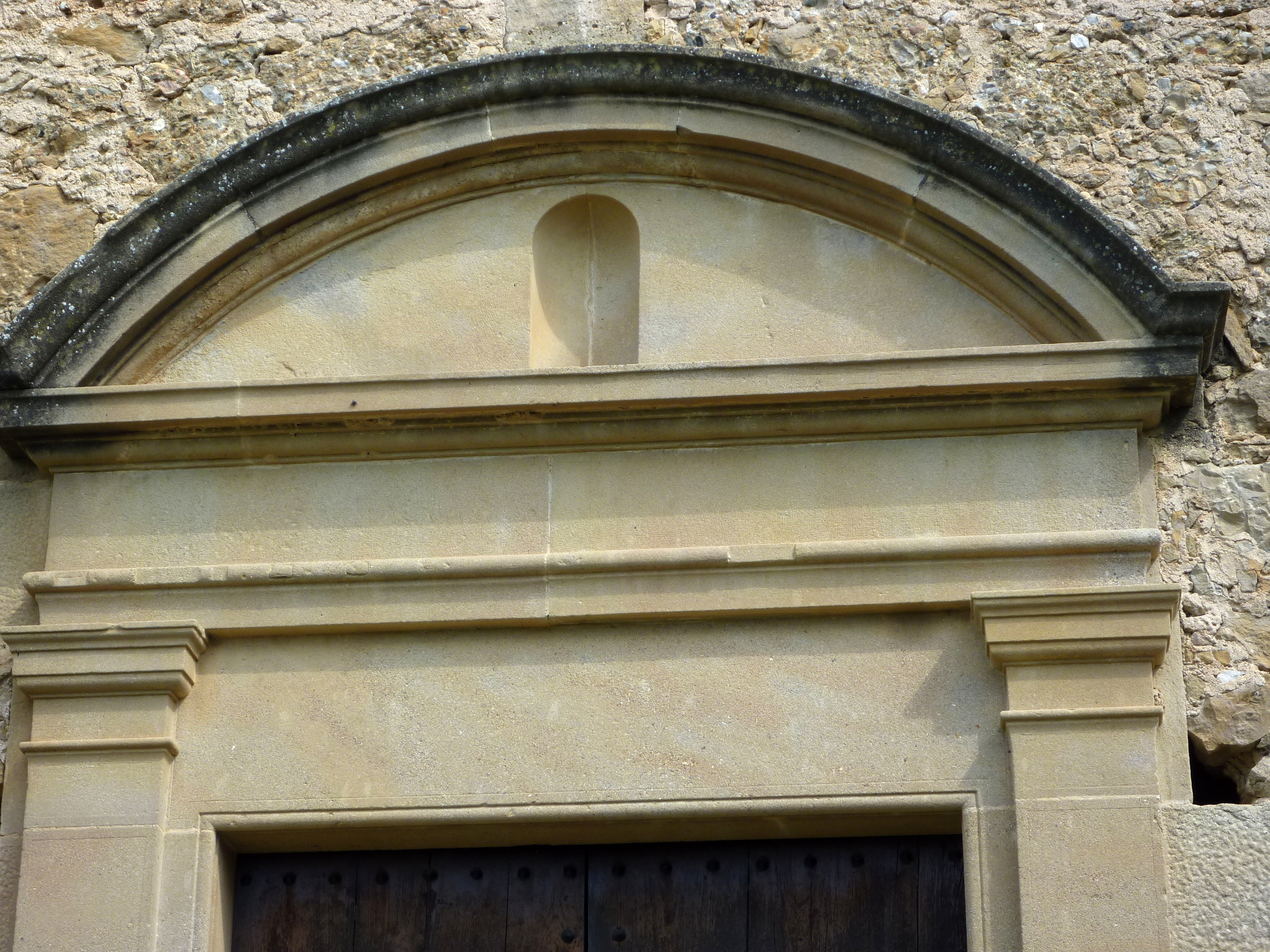
Frontó de la portada

 La capella dels Sants Metges, nom amb què es coneix a Catalunya la devoció als Sants Cosme i Damià, és una obra del segle xviii, edificada a l'indret anomenat peu de Roques, just a l'emplaçament de l'antiga capella del segle xvi, on s'originà el culte. L'església conserva una interessant talla de fusta policromada dels segles xvii o XVIII.
Església d'una sola nau sense absis i amb la façana principal orientada a ponent. A migdia fou bastida una sagristia de petites dimensions. La façana presenta una porta allindada coronada per un frontó semicircular suportat per dues falses pilastres amb capitells força senzills. A sobre seu, a mitja façana, trobem un òcul que il·lumina l'interior. Adossat a la façana principal trobem una torre campanar de planta quadrada. El parament és pedres irregulars unides amb morter i la coberta, a dues aigües de teula àrab.